# Miloš Kudyn
Miloš Kudyn (* 3. ledna 1954) je bývalý český fotbalový útočník.

## Fotbalová kariéra
V československé lize hrál za Spartu Praha. Nastoupil v 16 ligových utkáních, gól v lize nedal. Ve druhé nejvyšší soutěži hrál za VP Frýdek-Místek a Sigmu Olomouc.

## Ligová bilance
| Ročník                                   | Zápasy | Góly | Klub             |
| ---------------------------------------- | ------ | ---- | ---------------- |
| 1. československá fotbalová liga 1977/78 | 16     | 0    | Sparta Praha     |
| 1. československá fotbalová liga 1978/79 | 2      | 0    | Sparta Praha     |
| Česká národní fotbalová liga 1978/79     | -      | -    | VP Frýdek-Místek |
| Česká národní fotbalová liga 1981/82     | 10     | 2    | VP Frýdek-Místek |
| Česká národní fotbalová liga 1981/82     | 12     | 3    | Sigma Olomouc    |
| CELKEM I. LIGA                           | 18     | 0    |                  |